# Hasjön
Hasjön är en sjö i Härryda kommun i Västergötland och ingår i Rolfsåns huvudavrinningsområde. Sjön är 11,5 meter djup, har en yta på 0,113 kvadratkilometer och är belägen 114,4 meter över havet.

## Delavrinningsområde
Hasjön ingår i det delavrinningsområde (639258-130257) som SMHI kallar för Ovan 639099-129978. Medelhöjden är 102 meter över havet och ytan är 13,2 kvadratkilometer. Räknas de 27 avrinningsområdena uppströms in blir den ackumulerade arean 373,26 kvadratkilometer. Avrinningsområdets utflöde Rolfsån (Nolån) mynnar i havet. Avrinningsområdet består mestadels av skog (60 procent) och jordbruk (27 procent). Avrinningsområdet har 0,27 kvadratkilometer vattenytor vilket ger det en sjöprocent på 2,1 procent.